# 伊東長実
伊東 長実（いとう ながざね）は、安土桃山時代の武将、大名。豊臣家の譜代家臣で、黄母衣衆、大坂七手組。後に徳川方に寝返って、江戸時代前期の外様大名として備中国岡田藩初代藩主となった。長実は初名で、長次（ながつぐ）を名乗った。通称は甚太郎または丹後守。

## 略歴
永禄3年（1560年）、尾張岩倉の伊東長久の子として生まれた。尾張海東郡勝幡村に住む。
天正元年（1573年）頃から父と同様に羽柴秀吉に仕える。同4年（1576年）に秀吉の大母衣衆（黄母衣衆）に抜擢された。

天正6年（1578年）、別所氏の籠もる三木城攻めで功績を残して織田信長より金の熨斗付き刀脇差を与えられた。
天正11年（1582年）の賤ヶ岳の戦いでの槍働きを称賛され、越前国内に600石を支給された。同12年（1584年）4月3日、秀吉家臣の平野長泰の知行内から480石（『伊東家譜』では460石）を分封されて、都合960石の扶持となった（平野氏の与力）。
天正13年（1585年）8月、父・長久の死により家督と役職を相続し、秀吉直臣の馬廻組頭となった。同年9月1日と2日に秀吉は脇坂安治・加藤茂勝（嘉明）・大島光義・加藤清正・水野勝成・猪子一時・船越景直・早崎小伝次らに摂津でそれぞれ知行を宛てがい、長実は豊島郡止々呂美村で230石を加増された。
天正18年（1590年）の小田原の役では秀吉本陣の馬廻のうち組衆700人（または600人）を率いて従軍し、戦功あって、翌同19年（1591年）に備中川辺に1万300石の所領を与えられた。
文禄元年（1593年）、文禄の役では肥前名護屋に駐屯した。文禄3年（1594年）に播磨山国村等を加増される。文禄4年（1595年）正月の秀吉の草津湯治では野尻宿を警備した。
秀吉の死後は豊臣秀頼に仕えるが、慶長5年（1600年）6月16日、大坂城から会津征伐に出陣する当日の徳川家康を訪ねて、石田三成一派の挙兵を密告した。
この功績で家康に接近したが、その後も豊臣家臣として大坂七手組頭を務めて大坂城詰衆を続け、慶長19年（1614年）11月の大坂冬の陣に従軍。3千名を率いて三の丸天神橋を守備するが、徳川方の間者として城内の情報を逐次、京都所司代板倉勝重に報告した。
和議が成立すると、同年12月25日、織田有楽斎、大野治長、堀田盛重、速水守久、青木一重、長次（長実）は岡山で、将軍徳川秀忠と会見した。
翌年、大坂夏の陣が始まると、5月7日、天王寺・岡山の戦いでは遊軍の一員として後方にあって戦ったが、落城前に子の長昌（妻は板倉勝重の養女）と共に城を脱出し、高野山に隠れた。家康は高野山の文殊院応昌に大坂残党を捜索するように命じ、同月19日、応昌らは取次役の金地院崇伝と本多正純に長次親子がいることを通報したが、江戸幕府はこれを許して罪に問わなかった。そればかりか、元和元年（1615年）7月頃、家康は長次と長昌を召して、秀忠に仕えることを許し、備中国下道郡、美濃国池田郡、摂津国豊島郡、河内国高安郡の四郡内に1万300石の本領を与えて、後に備中岡田に陣屋を置く岡田藩を開かせた。
七手組頭で秀頼に殉じなかったのは夏の陣に参戦しなかった青木一重と長次の2人だけであり、夏の陣に参加した大名で存続を許された者は長次しかいない。この処置は極めて異例であった。前記のように密偵として活動した褒賞であるとともに、桑田忠親は「関が原の乱に三成の挙兵を密告した功をみとめられたからであろう」とそれが家康を天下人にした重大な情報提供であったことを指摘する一方で、秀吉直参の譜代衆としては「行動が陰険である」と評している。
元和2年（1616年）、下道郡服部村に藩邸を置いた。
寛永元年（1624年）10月、いったん下道郡上二万村の高見帯刀方に藩邸を移し、同年11月に同郡川辺村の土居屋敷に移った。以来、「川辺の殿様」と呼ばれる。
晩年は剃髪して宗徳と号した。寛永6年（1629年）2月17日に死去。享年70（または73）。法号は雲山宗徳（金龍寺殿雲山宗徳大庵主）。高林寺に葬られた。
長男早世により、家督は次男・長昌が継いだ。

## 系譜
- 父：伊東長久（1533-1585）

- 正室：神子田正治娘
  - 次男：伊東長昌（1593-1640）
  - 三男：伊東長重（1596-1623）
- 養子
  - 男子：伊東長行[注釈 3]
- 生母不明の子女
  - 長女
  - 次女
  - 三女：堀田盛正[注釈 2]室
  - 長男：伊東長直[注釈 1]
  - 四女